# ريتشارد جريفيثز
ريتشارد جريفيثز (بالإنجليزية: Richard Griffiths)‏ ممثل إنجليزي من (31 يوليو 1947-28 مارس 2013)توفي عن عمر 65 بعد عملية قلب جراحية في مستشفى بمدينة كوفنتري.

## مواقع خارجية
- ريتشارد جريفيثز على موقع IMDb (الإنجليزية)
- ريتشارد جريفيثز على موقع روتن توميتوز (الإنجليزية)
- ريتشارد جريفيثز على موقع ألو سيني (الفرنسية)
- ريتشارد جريفيثز على موقع ميوزك برينز (الإنجليزية)
- ريتشارد جريفيثز على موقع تيرنر كلاسيك موفيز (الإنجليزية)
- ريتشارد جريفيثز على موقع أول موفي (الإنجليزية)
- ريتشارد جريفيثز على موقع قاعدة بيانات برودواي على الإنترنت (الإنجليزية)
- ريتشارد جريفيثز على موقع قاعدة بيانات الأفلام السويدية (السويدية)
- ريتشارد جريفيثز على موقع إن إن دي بي (الإنجليزية)
- ريتشارد جريفيثز على موقع ديسكوغز (الإنجليزية)